# فرودگاه بین‌المللی شی‌آن شیان‌یانگ
فرودگاه بین‌المللی شی‌آن شیان‌یانگ (به چینی: 西安咸阳国际机场) فرودگاهی بین‌المللی است که در شهر شی‌آن در ایالت شاآنچی جمهوری خلق چین واقع شده و پر رفت‌وآمدترین فرودگاه در شمال غربی کشور چین می‌باشد.